# Nepnieuws
Nepnieuws (in het Engels fake news) is desinformatie verhuld als schijnbaar nieuws, die verspreid wordt via websites, sociale media en traditionele media, met als doel het maken van winst of het beïnvloeden van de publieke opinie. Daarnaast wordt de term ook in de politiek gebruikt als frame tegen de journalistiek.

## Begripsgeschiedenis
In de Engelstalige wereld werd fake news een vaste samenstelling in de vroege 21e eeuw, eerst ter aanduiding van satirische mediarubrieken met geheel verzonnen 'nieuwsberichten' (hoaxes), zoals The Onion, The Daily Show en De Speld. De inhoud van dergelijke rubrieken is vergelijkbaar met het namaaknieuws dat in veel landen als 1 aprilgrap wordt gepubliceerd.
Vanaf 2016 werd de term, in diverse vertalingen, internationaal gangbaar naar aanleiding van de presidentiële verkiezingen in de VS. Verzonnen berichten over beide kandidaten zouden veel kiezers foutieve informatie verschaft hebben en zo de uitslag van de verkiezingen hebben beïnvloed.
Een definitie van nepnieuws die door zowel The Guardian als NRC wordt gehanteerd, luidt dat het volledig verzonnen verhalen betreft, die als berichtgeving gepresenteerd worden. Deze definitie vangt satirisch 'nieuws' tot op zekere hoogte maar laat een verschil bestaan tussen nepnieuws en andere vormen van slechte journalistiek, zoals overdrijving of het verzinnen van extra 'feiten' bij werkelijke gebeurtenissen.
De term fake news is ook overgenomen door president Trump en anderen binnen Amerikaans rechts als frame tegen, in hun ogen, vijandige nieuwsmedia. Volgens sommige journalisten staat de betekenis van de term hierdoor onder druk. Anderen wijten de populariteit van het frame aan de manier waarop de media incidenten rond Trump uitvergroten, ten koste van het echte politieke nieuws. Zijn gebruik van een vast begrip om ongewenste berichtgeving in diskrediet te brengen, wordt vergeleken met het begrip "Lügenpresse" dat de nazi's in hun propagandastrategie bezigden.

### Onderdrukking kritische geluiden
Sinds westerse democratieën een speerpunt hebben gemaakt van het bestrijden van nepnieuws en desinformatie wordt dit ook gebruikt in minder vrije landen om dissidente en kritische geluiden te onderdrukken en mediavrijheid in te perken via anti-nepnieuwswetgeving. Met name autocratisch bestuurde landen zetten dergelijke wetgeving in om journalisten en kritische maatschappelijke actoren te bestraffen, te arresteren en gevangen te zetten, waardoor zulke wetgeving informatierechten en vrijheid van meningsuiting van het maatschappelijk middenveld en journalistiek negatief beïnvloed.

## Onderzoeken
De sociale media worden vaak als katalysator aangewezen. Onderzoek van Northwestern-universiteit wees uit dat in 2017 30% van het nepnieuws, tegenover 8% van het werkelijke nieuws, te verbinden was aan verspreiding via Facebook.
In een onderzoek uit 2017 wordt de stelling dat nepnieuws de Amerikaanse verkiezingen zou hebben beïnvloed in twijfel getrokken: hoewel veel kiezers nepnieuws hadden gelezen en het meeste nepnieuws op de hand was van winnaar Donald Trump, moet het effect per bericht erg groot zijn geweest in vergelijking met campagnespotjes. Uit onderzoek van Google bleek 4700 dollar aan Rusland gelinkte advertenties te zijn ingekocht, op een totaal van 81 miljoen dollar aan ingekochte advertenties door beide kandidaten.
Uit een onderzoek naar 126.000 berichten tussen 2006 en 2017 bleek dat nepnieuws zich tot zes maal sneller verspreidt dan “echt” nieuws, maar dat die verspreiding vooral door mensen gebeurt, veel minder door bots.
Uit onderzoek van het Commissariaat voor de Media bleek dat anno 2020 de Nederlander zich relatief weinig zorgen over nepnieuws maakt: slechts 32 procent maakt zich zorgen over wat online echt is en wat nep is, terwijl dat percentage in Engeland, de Verenigde Staten, en Brazilië op respectievelijk 63, 67, en 84 procent ligt. Het rapport suggereert dat deze zorgen correleren met de polarisatie van de onderzochte bevolkingen, welke in Nederland dus in verhouding laag is.

## Bestrijding
De bestrijding van nepnieuws past in het kader van de regulering van online inhoud. Meerdere organisaties en media werpen zich op als “fact checkers”, al dan niet met instructies rond het detecteren van nepnieuws. Een aantal ervan wordt overkoepeld door het Amerikaanse International Fact-Checking Network. 
Paus Franciscus vroeg in zijn boodschap voor de 52ste Wereldcommunicatiedag op 13 mei 2018 “om de strijd aan te gaan met het zogeheten fake news, dat aanspoort tot haat en populisme”.
Volgens de inentingstheorie, een begrip uit de sociale psychologie, kunnen personen in hun houding of overtuiging weerbaar worden gemaakt, en weerstand bieden tegen overreding of beïnvloeding, naar analogie van hoe een lichaam door inenting weerstand krijgt tegen ziekte.

### Europese Unie
De Europese Commissie stelde begin 2018 een programma op om nepnieuws te bestrijden. Het gaat onder meer om het sluiten van accounts op sociale media, tot aan de verkiezingen in 2019 voor het Europees Parlement.

### Hongarije
In Hongarije werd in 2020 het verspreiden van ´nepnieuws´ (a hamis hírek) strafbaar gesteld. In mei 2020 vond daadwerkelijk vervolging van journalisten plaats ter effectuering van dit verbod.

### Nederland
In Nederland waarschuwde minister Ollongren in 2017 in een kamerbrief voor nepnieuws. Ze doelde hiermee toen met name op Russische inmenging.
Op 11 maart 2019 is het Ministerie van Binnenlandse Zaken en Koninkrijksrelaties een campagne nepnieuws gestart. Deze campagne maakt deel uit van een brede aanpak die 'mediawijsheid' wil bevorderen.

## Oorsprong
Naast politieke motieven kan ook puur winstbejag een motief zijn om nepnieuws te produceren. Zo kwamen twee onderzoekers in april 2018 op het spoor van een netwerk van nepnieuwsverspreiders, onder meer uit Ghana. De initiatiefnemers zouden gebruik maken van misleidende sitenamen zoals breaking-cnn.com, tv-bbc.com, aljazeeranews-tv.com, of fox-news24.com. Bekende procedés zijn verzonnen berichten over bekende personen, die dan zogenaamd overleden zijn, of betrapt werden met drugs op zak.